# Deadsoul Tribe
A  Deadsoul Tribe egy Ausztriában működő progresszív rock/metal zenekar volt. 2000-ben alapította Devon Graves (eredeti nevén: Buddy Lackey) a Psychotic Waltz énekese.

## Történet
A Psychotic Waltz 1997-es feloszlása után egy évvel Devon Graves családi okok miatt Bécsbe költözött, ahol tovább folytatta zenei tevékenységét. A Psychotic Waltz-ban főleg énekesként szerepelt, új zenekarában viszont énekes-gitárosként debütált, de a jellegzetes fuvolás témák is felcsendülnek. Célja az volt hogy saját dalait és elképzeléseit megvalósítsa, amire eddig korlátozott lehetősége volt, így minden dalt ő komponál és rögzít saját stúdiójában, kivéve a dobokat. Dalai főleg a belső szellem, a természetfeletti jelenségek és személyes tapasztalatok témaköreit boncolgatják. A kompozíciók előadására zenészeket keresett, így szervezte be az akkor 19 éves Adel Moustafa (dob), Volker Wiltschko(gitár), Roland Ivenz (basszusgitár) tagokat.
A 2003-as athéni koncertől kezdve új másodgitáros váltotta Wiltschko-t, Roland Kerschbaumer személyében.
Többször jártak Magyarországon is, pl. felléptek a 2002-es Summer Rocks-szon, 2004-ben elkísérték a Thresholdot és a Rage-et.

## Tagok

### Jelenlegi felállás
- Devon Graves - ének, fuvola, gitár (2000-2009)
- Adel Moustafa  - dobok (2000-2009)
- Roland Ivenz - basszusgitár (2000-2009)
- Roland "Rollz" Kerschbaumer  - gitár (2003-2009)

### Korábbi tagok
- Volker Wiltschko − gitár (2000-2003)

## Diszkográfia

### Stúdió Albumok
- Deadsoul Tribe (2002)
- A Murder of Crows (2003)
- The January Tree (2004)
- The Dead Word (2005)
- A Lullaby for the Devil (2007)